# Vernaya giganta
Vernaya giganta is een fossiel knaagdier uit het geslacht Vernaya dat gevonden is in de Baotansi-grot in Zuid-China. De soortaanduiding is afgeleid van het Latijnse woord giganteus 'gigantisch'. Van dit dier is een fragment van een bovenkaak bekend met daarop één kies. Daarnaast zijn er acht losse kiezen gevonden. Het is een grote soort. De bovenkant van de eerste bovenkies is sterk concaaf. De knobbels t6 en t9 zijn verbonden. Het posterior cingulum bereikt t3 op de bovenkiezen en t8 is groter dan t5. De achterkant van het foramen incisivum is ver van de eerste bovenkies. De hypoconide op de eerste onderkies is groot. De linguale en labiale cingula op de onderkiezen zijn verbonden. De eerste bovenkies is 2.11 bij 1.20 millimeter, de tweede 1.24 bij 1.26 millimeter. De eerste onderkies is 1.83 tot 1.90 bij 1.10 tot 1.18 millimeter, de tweede 1.27 tot 1.40 bij 1.20 tot 1.30 millimeter en de derde 1.00 bij 1.10 millimeter.
Vernaya foramena · Vernaya fulva · Vernaya giganta† · Vernaya meiguites · Vernaya nushanensis · Vernaya prefulva† · Vernaya pristina† · Vernaya wushanica†